# 若泉路
若泉路（英語：Jiak Chuan Road）是新加坡欧南规划区内牛车水的一条双向道路。这条路连接德霖路和恭锡街，沿路有几家经济型酒店和成排的店屋。这条路原先是恭锡街红灯区的一部分，曾聚集不少妓院。

## 名称
这条路以慈善家陈金声的孙子、陳明岩的独子陳若銓的名字命名。陳若銓曾掌管陈金声所创立的家传企业金声公司，该公司从事种植业和采矿业。